# Шереметев, Пётр Васильевич Большой
Пётр Васильевич Большой Шереметев (ум. 27 апреля (7 мая) 1690) — русский военный и государственный деятель, воевода, оружничий и боярин. 
Из дворянского рода Шереметьевы. Старший сын боярина воеводы Василия Петровича Шереметева (ум. 1659) и Евдокии Богдановны Полевой.

## Придворная служба
В 1644—1654 годах нёс придворную службу. 28 января 1644 года вместе с младшим братом Матвеем Васильевичем был рындой при приёме царем Михаилом Фёдоровичем датского королевича Вальдемара и находился в числе чашников за обедом, данным в честь королевича. С этого времени он часто бывал рындой и присутствовал при приёмах царем турецкого, польского, персидского и датского посольств. 13 августа 1645 года был рындой при отпуске новым царем Алексеем Михайловичем королевича Вальдемара из Москвы в Данию. 28 сентября того же года, в день венчания на царство Алексея Михайловича, с некоторыми другими стольниками участвовал в торжественном шествии царя в Успенский собор. 16 января 1646 года был числе поезжан на первой свадьбе царя Алексея Михайловича с Марией Ильиничной Милославской. В 1645—1653 годах нёс придворную службу: был рындой, во время царских обедов «смотрел в большой стол», сопровождал царя Алексея Михайловича в его богомольных походах в Кашин, Углич и Савво-Сторожевский монастырь. Принимал участие в царской соколиной охоте в селе Коломенском, присутствовал при приёме высокопоставленных гостей, в том числе кахетинского царевича Николая Давыдовича, прибывшего в Москву 27 декабря 1653 года вместе с матерью, царицей Еленой Леонтьевной.

## Военная служба
П.В. Шереметев участвовал в войнах с Речью Посполитой (1654—1667 гг.) и Швецией (1656—1661 гг.). В 1654 году принял участие в первом походе царя Алексея Михайловича против польского короля Яна Казимира. Во время похода на Смоленск командовал ертаульным полком — отрядом легкой конницы, следовавшим впереди главного войска для изучения местности и разведки. В 1655 году участвовал во втором царском походе на Великое княжество Литовское, во время которого был головой у стольников.
Вскоре после своего возвращения в Москву, в середине декабря 1655 года ездил к императорским послам с царским милостивым словом, а на другой день после представления их царю в Грановитой палате возил им еду и питье. 4 мая 1656 года, когда императорские послы были на отпуске у царя в Грановитой палате, был приставлен потчевать их сначала за царским столом, а затем у них на дому, но он тотчас явился с их двора и объявил, что «совсем не потчевал послов для того, что они пьяны».
В мае 1656 года участвовал в походе русской армии под командованием царя Алексея Михайловича на Ригу. Во время похода командовал ертаульным полком, оставался в Смоленске с 31 мая до 20 июня, пока в городе жил царь. Во время осады Риги командовал ертаулом. 5 октября 1656 года после неудачной осады войско отступило от Риги в Кокенгаузен, а князь Яков Куденетович Черкасский с большим полком и Пётр Васильевич Шереметев с ертаулом находились в арьергарде, чтобы удерживать шведов от преследования. На другой день Яков Черкасский и П.В. Шереметев отправили к царю гонца с сообщением (сеунчом), что они взяли в плен много конных и пеших шведов, вышедших из Риги. Царь в награду за это известие отправил к ним стольника Петра Скуратова «с милостивым словом и о здоровье спрашивать». Через два месяца Пётр Васильевич прибыл в Вязьму, где 6 декабря был пожалован в бояре. Боярство ему сказывал думный разрядный дьяк Семен Заборовский, а у сказки стоял князь Семен Петрович Львов.

## Дальнейшая служба при Алексее Михайловиче
30 апреля 1658 года царь Алексей Михайлович поручил князю Никите Ивановичу Одоевскому и Петру Васильевичу быть «в ответе» со шведскими послами, проживавшими в Москве с 1656 года. Переговоров не было, так как шведские послы просили отпустить их из Москвы, чтобы договориться о мире на русско-шведской границе. В Москве было подписано лишь временное перемирие.
В мае 1658 года было сформировано посольство для мирных переговоров с Речью Посполитой. В её состав вошли боярин князь Никита Иванович Одоевский, боярин П.В Шереметьев, князь Фёдор Фёдорович Волконский и думный дьяк Алмаз Иванов. Русские послы были отправлены в Вильно на мирные переговоры с польско-литовскими комиссарами о заключении «вечного мира» между Русским царством и Речью Посполитой. На переговорах русские дипломаты должны были добиваться избрание царя Алексея Михайловича на польский королевский и литовский великокняжеский престолы. Перед отъездом из Москвы члены посольства были у государя «у руки» в Успенском соборе. В конце мая русское посольство выехало из Москвы и в июне прибыло в Вильно. Семь недель царские дипломаты пробыли в Вильно, ожидая прибытия польско-литовских комиссаров. 16 августа русское делегация покинула Вильно, но в сентябре по царскому указу вынуждено было вернуться из Минска обратно в литовскую столицу. В течение месяца русские и польско-литовские дипломаты вели сложные переговоры, которые 19 октября закончились безрезультатно.
25 января 1660 года в Москве было сформировано новое посольство для мирных переговоров с Речью Посполитой. В его состав вошли бояре князь Никита Иванович Одоевский и П.В. Шереметьев. В течение всего 1661 года П.В. Шереметев оставался в Москве. По служебному положению ежедневно бывал в думе и во дворце, часто обедал за царским столом, занимая за ним первое или второе место.
В марте 1662 года боярин П.В. Шереметев, получивший почётный титул наместника смоленского, был назначен на воеводство в Севск. 4 июля был принят царем Алексеем Михайловичем, а через два дня выехал из Москвы. Прибыв в Севск, отписал царю о намерении крымского хана и правобережного гетмана Юрия Хмельницкого совершить нападение на Левобережную Украину и московские пограничные владения. Вскоре был вызван в Москву и только в конце 1662 года был отправлен в Севск, по просьбе левобережного гетмана Ивана Брюховецкого. В декабре 1663 года неоднократно сообщал царскому правительству о разорении поляками Севского уезда. Тогда же севский воевода П.В. Шереметев выступил в Путивль. В это время на Левобережную Украину вступил король Речи Посполитой Ян II Казимир с польско-казацким войском. В январе 1664 года Ян Казимир подступил к Глухову и попытался взять город штурмом. П.В. Шереметев из Путивля по мере возможностей содействовал осаждённым, отправлял под Глухов разведывательные отряды, брал языков. После отступления польского короля двинулся из Путивля в Кролевец, затем в окрестностях Глухова соединился с русско-казацкими полками под командованием боярина князя Григория Григорьевича Ромодановского и левобережного гетмана Ивана Мартыновича Брюховецкого, чтобы вести совместные боевые действия против польско-литовских войск. После поражения и отступления королевской армии на правый берег Днепра в апреле 1664 года вернулся в Севск.
В ноябре 1665 года назначен на воеводство в Киев. Занимал должность киевского воеводы с 1665 по 1669 год. Находясь на этом посту, пользовался уважением и доверием местного населения, за службу был награждён прибавкой к денежному окладу и соболями. В апреле 1669 года отозван из Киева в Москву, ему на смену прибыл князь Григорий Афанасьевич Козловский. 25 апреля 1669 года князь Г. А. Козловский прибыл в Киев, где П.В. Шереметев не замедлил сдать ему по «списку» город Киев, городовые ключи, полковые знамёна, наряд и всякое оружие, зелейную, свинцовую и денежную казну, фитиль, соль и 1740 четвертей хлебных запасов, а затем, во всем расписавшись со своим преемником. 1 мая 1669 года покинул Киев, в сопровождении четырёх «приказов» московских стрельцов и нескольких рейтар: всего было 1400 человек и 20 июня 1669 года прибыл в Москву.
Летом 1669 года после отъезда царя Алексея Михайловича в село Преображенское Пётр Васильевич обратился к нему с челобитной об отпуске для устройства своих домашних дел. Во время отпуска осенью того же года он женил своего старшего сына Бориса Петровича на Евдокии Алексеевне Чириковой.
В мае 1670 году отправлен в Казань, чтобы не допустить соединения калмыков и башкир с разинскими повстанческими отрядами. Весной 1671 года отправлен в Симбирск, чтобы вести военные действия против повстанческих отрядов атаманов Василия Уса и Фёдора Шелудяка. Под его командованием находились стрельцы нескольких московских приказов, стрельцы из Симбирска и Симбирской линии, городовые дворяне, дети боярские, рейтары, драгуны, казаки, солдаты и татары. Руководил обороной Симбирска, осаждённого повстанческими отрядами Ф. Шелудяка. 29 мая Фёдор Шелудяк осадил Симбирск, и тогда к нему на помощь из Самары прибыл тысячный отряд под руководством атамана Ивана Константинова и 370 стругов с казаками из Астрахани, Красного Яра, Царицына и Чёрного Яра. 9 июня повстанцы предприняли штурм Симбирска. Во время ночного боя разинцы потерпели поражение и отступили от Симбирска. Царь прислал к Петра Шереметеву в Симбирск стольника князя Волконского «с милостивым словом».
9 июля 1672 года присутствовал в Грановитой палате при торжественном обеде, данном по случаю крестин царевича Петра Алексеевича, а в конце месяца получил в награду за свою «многую» службу вотчины в нижегородском, кашинском и вологодском уездах.
В январе 1673 года отправлен на воеводство в Великий Новгород, где находился в течение двух лет. Во время воеводства в Новгороде, в конце 1673 года принимал бранденбургское и шведское посольства, ехавшие через Новгород в Москву. 26 декабря 1674 года получил царский указ о немедленном возвращении в Москву, не дожидаясь приезда своего преемника, стольника князя Михаила Алегуковича Черкасского. Однако П.В. Шереметев выехал из Новгорода только 21 января 1675 года, сдав воеводское управление.
В Москве продолжил нести придворную службу, ездил с царём в село Воробьево, провожал образа из Успенского собора в Троицкое подворье и «ведал» Москву во время отсутствия царя. 9 мая 1675 года царь назначил П.В. Шереметева полковым воеводой в Путивль, чтобы воевать против турок и крымских татар. Узнав о назначении его на службу в Малороссию, левобережный гетман Иван Самойлович писал царю, что он со всем войском запорожским «вельми радостен и благодарен» за таковую царскую милость. Однако турецко-татарские войска вместо «государевых украинных городов» вторглись в польские владения. 5 июня 1675 года царский указ о назначении был отменён.
с 29 июня по 15 августа отпущен в деревню, но не смог полностью воспользоваться своим отпуском. 18 июля он получил указ прибыть в Москву и «ведать» столицу во время поездки царя в село Коломенское. 27 августа вызван из Москвы в село Воробьёво, где участвовал в праздновании именин царицы Натальи Кирилловны.

## Служба при Фёдоре Алексеевиче
В январе 1676 года после смерти царя Алексея Михайловича и вступления на царский престол его сына Фёдора Алексеевича боярин П.В. Шереметев был одним из вельмож, приводивших в Успенском соборе к присяге новому царю. Бояре Милославские, родственники молодого царя, решили удалить влиятельного боярина П.В. Шереметева от двора и устроили ему назначение на воеводство в Тобольск. 12 февраля 1676 года он выехал из Москвы в Сибирь. Зимний путь до Тобольска занял почти два месяца. 9 апреля вступил в Тобольск, где был встречен всем местным населением. Товарищем (заместителем) и вторым воеводой был назначен стольник Иван Иванович Стрешнев. На воеводстве находился два года. 29 мая 1677 года Тобольск полностью сгорел от пожара, возникшего от удара молнии. Воевода П. В. Шереметев отстроил город, привлёк к постройке все города тобольского разряда, сообщив местным воеводам, сколько с кого следует по развёрстке денег. Во время воеводства в Забайкалье были открыты месторождения олова, серебра и золота.
В марте 1678 года выехал в Москву. Город Тобольск, печать и снаряды передал тюменскому воеводе, стольнику М. М. Квашнину, который должен был «ведать» тобольский разряд до приезда нового тобольского воеводы. В начале мая прибыл в Москву, в сентябре сопровождал царя Фёдора Алексеевича и всю царскую семью в богомольном походе в Воскресенский монастырь.
В 1679 году отправлен в Киев для защиты города от турок-османов и крымских татар. П. В. Шереметев, назначенный воеводой в рязанский разряд, в середине января 1679 года прибыл из Москвы в Мценск, откуда 21 февраля двинулся «наспех» в Рыльск с собранными ратными людьми. В окрестностях Батурина был встречен левобережным гетманом Иваном Самойловичем. 6 августа 1679 года московские воеводы, стоявшие с полками под Киевом, отступили в Путивль, распустив ратных людей по домам. В октябре 1679 года все воеводы, в том числе и П.В. Шереметев, вернулись в Москву. В 1680 году наместник нижегородский, командовал полками владимирского разряда на украинской границе. В конце июня того же 1680 года находился в Москве, где участвовал в крестном ходе в Новодевичий монастырь в день празднования Смоленской иконы Божьей Матери.
В январе 1681 года отправлен на службу в Путивль, а в апреле назначен на воеводство в Киев, где находился три месяца. Товарищами (заместителями) были его сын Фёдор Петрович Шереметев и Леонтий Романович Неплюев. В январе 1682 года подписал грамоту об уничтожении местничества.
В апреле 1682 года скончался боярин Василий Борисович Шереметев, двоюродный брат П.В. Шереметева, который назначил последнего своим наследником.

## Служба при царях Иване и Петре Алексеевичах
Во время стрелецкого бунта 15 мая 1682 года П.В. Шереметев был в Кремле и вел переговоры с восставшими стрельцами. 24 июня 1682 года присутствовал на венчании на царство братьев Ивана и Петра Алексеевичей. В 1683 году получил звание оружничего и осенью того же года сопровождал царей на богомолье в Суздаль, Владимир, Троице-Сергиеву лавру, а затем в Звенигород и Саввино-Сторожевский монастырь. В 1684 и 1685 годах «ведал» Москвой во время отсутствия царей Ивана и Петра.
Владел вотчинами в Московском, Коломенском, Суздальском, Рязанском, Тверском, Кашинском, Нижегородском и Вологодском уездах.

## Семья
Женат дважды: 
В 1643 году первым браком женился на Анне Федоровне урождённой Волынской (ум. 1684), дочери Волынского Фёдора Васильевича Шепа, от брака с которой имел пять сыновей и одну дочь:
- Борис (1652—1719) — фельдмаршал, родоначальник «графской» линии Шереметевых;
- Фёдор (1655—1722) — боярин;
- Иван (ум. 1682);
- Василий (1659—1733) — стольник и воевода;
- Владимир (1668—1737) — стольник, бригадир, генерал-аншеф;
- Мария — супруга князя Данилы Григорьевича Черкасского (ум. 1706), сына Г. С. Черкасского.

Вторично женился на Марии Ивановне Шишкиной, по первому замужеству Самариной, от брака с которой детей не имел.